# Monsters of Rock
Il Monsters of Rock nacque come un festival inglese di musica heavy metal, tenutosi annualmente in agosto sul Circuito di Donington Park, dal 1980 al 1996. Successivamente nacquero edizioni parallele anche in altri paesi.

## Monsters of Rock (Regno Unito)

### Storia
Nel 1980 i promoter britannici Paul Loasby e Maurice Jones organizzarono la prima edizione del Monsters Of Rock: era un festival estivo dedicato soprattutto alle band di genere rock e metal. I Rainbow, di cui Loasby si era già occupato in precedenza, furono i primi headliner del concerto inglese.
La locazione scelta per concerto fu il Circuito di Donington Park, luogo che poteva ospitare oltre 100,000 persone. L'evento fu organizzato il 16 agosto.
Il concerto fu un enorme successo e per questo l'evento fu ripetuto anno per anno, diventando il festival più importante del Regno Unito.
Al primo evento parteciparono 35,000 persone e già nel 1988 il numero di spettatori salì a 107,000 (2 spettatori morirono tra la folla quel giorno). Il festival fu cancellato nel 1989 per rispetto alle due vittime. Nel 1990 il festival ritotalizzò 72,500 spettatori. Dal 1996 l'evento è stato organizzato solo nel 1998.
Nel 2006 è stato creato un nuovo festival con il nome Monsters of Rock con stage a Milton Keynes Bowl. Gli headliner furono i Deep Purple e come special guest ci fu Alice Cooper.

### Edizioni

#### 1980
16 agosto
- Rainbow
- Judas Priest
- Scorpions
- April Wine
- Saxon
- Riot
- Touch

#### 1981
22 agosto
- AC/DC
- Whitesnake
- Blue Öyster Cult
- Slade
- Blackfoot
- More

#### 1982
21 agosto
- Status Quo
- Gillan
- Saxon
- Hawkwind
- Uriah Heep
- Anvil

#### 1983
20 agosto
- Whitesnake
- Meat Loaf
- ZZ Top
- Twisted Sister
- Dio
- Diamond Head

#### 1984
18 agosto
- AC/DC
- Van Halen
- Ozzy Osbourne
- Gary Moore
- Y&T
- Accept
- Mötley Crüe

#### 1985
17 agosto
- ZZ Top
- Marillion
- Bon Jovi
- Metallica
- Ratt
- Magnum

#### 1986
16 agosto
- Ozzy Osbourne
- Scorpions
- Def Leppard
- Motörhead
- Bad News
- Warlock

#### 1987
22 agosto
- Bon Jovi
- Dio
- Metallica
- Anthrax
- W.A.S.P.
- Cinderella

#### 1988
20 agosto
- Iron Maiden
- Kiss
- David Lee Roth
- Guns N' Roses
- Megadeth
- Helloween
- Neal Kaye

(100.000 spettatori. 2 persone morirono tra il pubblico durante l'esibizione dei Guns N' Roses. L'anno successivo non ebbe luogo.)

#### 1990
18 agosto
- Whitesnake
- Aerosmith
- Poison
- Quireboys
- Thunder
- Vixen
- Faith No More

#### 1991
17 agosto
- AC/DC
- Metallica
- Mötley Crüe
- Queensrÿche
- The Black Crowes

#### 1992
22 agosto
- Iron Maiden
- Skid Row
- Thunder
- Slayer
- W.A.S.P.
- The Almighty
- Vanessa Warwick

#### 1994
4 giugno
stage principale:
- Aerosmith
- Extreme
- Pantera
- Sepultura
- Therapy?
- Pride and Glory

Secondo palco:
- The Wildhearts
- Terrorvision
- Skin
- Biohazard
- Cry of Love
- Headswim

#### 1995
26 agosto
- Metallica
- Therapy?
- Skid Row
- Slayer
- Slash's Snakepit
- White Zombie
- Machine Head
- Warrior Soul
- Corrosion of Conformity

#### 1996
17 agosto
Primo palco:
- Kiss + Ozzy Osbourne (headliners)
- Sepultura
- Biohazard
- Dog Eat Dog
- Paradise Lost
- Fear Factory

Kerrang! stage:
- Korn
- Type O Negative
- Everclear
- 3 Colours Red
- Honeycrack
- Cecil

#### 2006
3 giugno
- Deep Purple
- Alice Cooper
- Journey
- Thunder
- Queensrÿche
- Ted Nugent
- Roadstar

## Monsters of Rock (Argentina)

### Edizioni

#### 1994
Buenos Aires, River Plate Stadium - 3-4 settembre
- Kiss
- Black Sabbath
- Slayer
- Suicidal Tendencies
- Hermética
- Manowar

#### 1995
Buenos Aires, Ferro Carril Oeste Stadium - 9 settembre
- Ozzy Osbourne
- Alice Cooper
- Megadeth

#### 1998
Buenos Aires, Vélez Sársfield Stadium - 12 dicembre
- Iron Maiden (Headliner)
- Slayer
- Soulfly
- Helloween
- Angra

#### 2005
Buenos Aires, Ferro Carril Oeste Stadium - 11 settembre
- Judas Priest (Headliner)
- Whitesnake
- Rata Blanca
- Tristemente Celebres
- Lörihen

## Monsters of Rock (Brasile)

### Edizioni

#### 1994
San Paolo, Estádio do Pacaembu
- Kiss
- Black Sabbath
- Slayer
- Suicidal Tendencies
- Viper
- Raimundos
- Angra
- Dr. Sin

#### 1995
San Paolo, Estádio do Pacaembu
- Ozzy Osbourne
- Alice Cooper
- Megadeth
- Faith No More
- Paradise Lost
- Therapy?
- Clawfinger
- Rata Blanca

#### 1996
San Paolo, Estádio do Pacaembu - 24 agosto
- Héroes del Silencio
- Mercyful Fate
- King Diamond
- Helloween
- Raimundos
- Biohazard
- Motörhead
- Skid Row
- Iron Maiden

### 1998
San Paolo, Pista de Atletismo do Ibirapuera - 24 settembre
- Joe Satriani
- Dorsal Atlântica
- Korzus
- Glenn Hughes
- Savatage
- Saxon
- Dream Theater
- Manowar
- Megadeth
- Slayer

## Monsters of Rock (Bulgaria)
L'evento venne cancellato a poche settimane dalla data

### Edizioni

#### 2006
1-8 agosto
Varna, Bulgaria
- Motörhead
- Morbid Angel
- Saxon
- UFO
- Kreator
- Axel Rudi Pell
- Masterplan
- U.D.O.
- Gamma Ray
- Nevermore
- Gotthard
- Anthrax
- Metal Church
- Edguy
- Tony Martin
- Annihilator
- Michael Schenker Group
- Opeth
- Brazen Abbot
- We
- Overkill
- Doro
- Victory
- Fear Factory
- Onslaught
- Atrocity
- Leave's Eyes
- Rose Tattoo
- Doomfoxx
- Holy Moses
- Uli Jon Roth
- Reckless Tide
- Ektomorf
- Delirious
- The Bronx Casket Co.
- Nikki Puppet
- Hellfueled
- Noise Forest
- Gorilla Monsoon
- The Birthday Massacre
- Suidakra
- Fleshgore
- L.O.S.T.
- Post Scriptum
- Cornamusa
- Everfest
- Justice
- SJK
- Celtic Frost
- HBlockx
- Orphaned Land
- Thunderbolt
- Silent Madness
- Disbelief
- Dreamland
- Archeon
- Holyland
- Diva Int.
- Enthrallment
- Knight Errant
- The Revenge Project
- Frogcircus
- Definitive
- Pooria
- Sarah
- Damon
- Manam Hastam
- Reapers

## Monsters of Rock (Canada)

### Edizioni

#### 2008
Calgary, McMahon Stadium, 26 luglio
- Ozzy Osbourne
- Judas Priest
- Serj Tankian
- Cavalera Conspiracy
- Shadows Fall
- Voivod
- Testament
- Hatebreed
- The Dillinger Escape Plan
- 3 Inches of Blood
- Priestess
- Zimmers Hole

## Monsters of Rock (Francia)

### Edizioni

#### 1988
Parigi, Palais Omnisports de Paris-Bercy
- Iron Maiden
- Trust
- Anthrax
- Helloween
- Guns N' Roses

## Monsters of Rock (Germania)

### Edizioni

#### 1983
Norimberga, Zeppelinfeld
- Whitesnake
- Blue Öyster Cult
- Thin Lizzy
- Saxon
- Meat Loaf
- Motörhead
- Twisted Sister

#### 1984
Karlsruhe, Wildparkstadion
Norimberga, Stadion am Dutzendteich
- AC/DC
- Van Halen
- Gary Moore
- Dio
- Accept
- Ozzy Osbourne
- Mötley Crüe

#### 1987
Norimberga, Monsters of Rock Festival 1987
- Pretty Maids
- Helloween
- Ratt
- Cinderella
- Metallica
- Ronnie James Dio
- Deep Purple

#### 1988
Schweinfurt, Mainwiesen
Bochum, Ruhrland Stadion
- Iron Maiden
- David Lee Roth
- Kiss
- Anthrax
- Testament
- Great White
- Treat

#### 1991
Magonza, Finthen Airfield
- AC/DC
- Metallica
- Pantera
- The Black Crowes
- Queensrÿche
- Mötley Crüe

## Monsters of Rock (Italia)

### Edizioni

#### 1987
Milano, 25 agosto, Palatrussardi
- Dio
- Helloween
- Skanners
- Black Swan

Reggio Emilia, 26 agosto, Aeroporto di Reggio Emilia
- Dio
- Helloween
- Skanners
- Black Swan
- Gow

#### 1988
Modena, 10 settembre, Arena Festa dell'Unità
- Iron Maiden
- KISS
- Anthrax
- Helloween
- Kings of the Sun
- Royal Air Force

#### 1990
Bologna, 30 agosto, Arena Festa dell'Unità
- Whitesnake
- Aerosmith
- Poison
- Quireboys
- Faith No More
- Vixen
- The Front

#### 1991
Modena, 14 settembre, Arena Festa dell'Unità
- AC/DC
- Metallica
- Queensrÿche
- Black Crowes
- Negazione

#### 1992
Reggio Emilia, 12 settembre, Aeroporto di Reggio Emilia
- Iron Maiden
- Black Sabbath
- Megadeth
- Testament
- Warrant
- Pantera
- Pino Scotto

#### 1993
L'evento non avrebbe dovuto più avere luogo ma, per supplire alla sua mancanza, all'Auditorium Flog di Firenze fu organizzato (in via eccezionale) l'Italian Monsters of Rock 1993, a cui parteciparono esclusivamente band italiane.

#### 1998
Torino, 13 giugno, Palastampa
- Deep Purple
- Dream Theater
- G3
- Saxon
- Overkill
- Hammerfall
- Primal Fear
- Drakkar

#### 2004
Como, 13 luglio, Stadio Sinigaglia
- Deep Purple
- Status Quo
- Cheap Trick
- Settevite

## Monsters of Rock (Paesi Bassi)

### Edizioni

#### 1988
Tilburg, Willem II Stadion
- Iron Maiden
- David Lee Roth
- KISS
- Anthrax
- Helloween
- Great White

## Monsters of Rock (Spagna)

### Edizioni

#### 1988
Pamplona, Plaza de Toros
Madrid, Casa de Campo
Barcellona, Plaza de Toros
- Iron Maiden
- Metallica
- Anthrax
- Helloween

#### 2006
Saragozza, Feria de Zaragoza
- Scorpions
- Whitesnake
- Saxon
- W.A.S.P.
- Apocalyptica
- Primal Fear

#### 2007
Saragozza, Feria de Zaragoza - 22 giugno
- Ozzy Osbourne
- Children of Bodom
- Megadeth
- Mägo de Oz
- Black Label Society
- Brujeria

Saragozza, Feria de Zaragoza - 23 giugno
- Motörhead
- Slayer
- Dream Theater
- Blind Guardian
- Pretty Maids
- Kamelot
- Mastodon
- Riverside

## Monsters of Rock (Svezia)

### Edizioni

#### 1984
Stoccolma, Råsunda Stadium
- AC/DC
- Van Halen
- Mötley Crüe

#### 1986
Stoccolma, Råsunda Stadium
- Scorpions
- Ozzy Osbourne
- Def Leppard

## Monsters of Rock (USA)

### Edizioni

#### 1988
San Francisco, Candlestick Park
- Kingdom Come
- Metallica
- Dokken
- Scorpions
- Van Halen

### 1989
- Bon Jovi
- Steven Tyler
- Joe Perry
- Europe
- Vixen
- Skid Row

## Monsters of Rock (Russia)
1991
Mosca, Aeroporto di Mosca-Tušino, 28 settembre 1991
- AC/DC
- Metallica
- Pantera
- The Black Crowes
- E.S.T.

È stato il Monsters of Rock Festival con la maggiore affluenza di sempre, stimata sul milione e mezzo di persone, è considerato uno dei più grandi concerti della storia. Le performance dei Metallica di Harvester of Sorrow e di Creeping Death di questo evento furono inserite nel lato B del singolo Sad but True.